# Mihaela Peneș
Mihaela Peneș, romunska atletinja, * 22. julij 1947, Bukarešta, † 29. avgust 2024..
Nastopila je na poletnih olimpijskih igrah v letih 1964 in 1968, leta 1964 je osvojila naslov olimpijske prvakinje v metu kopja, leta 1968 pa srebrno medaljo. Na evropskih prvenstvih je leta 1966 osvojila prav tako srebrno medaljo. 